# Zeca (calciatore 1975)
José António Gonçalves da Silva, meglio noto come Zeca (Funchal, 7 febbraio 1975), è un ex calciatore portoghese, di ruolo centrocampista.

## Carriera

### Nazionale
Ha partecipato ai Mondiali Under-20 del 1993.